# Ginnastica ai Giochi della XXXIII Olimpiade - Concorso a squadre maschile
Il concorso a squadre maschile di ginnastica artistica ai Giochi della XXXIII Olimpiade si è svolto al Palazzo dello Sport di Parigi-Bercy il 29 luglio.

## Programma
| Data           | Ora (UTC+1) | Turno                           |
| -------------- | ----------- | ------------------------------- |
| 27 luglio 2024 | 11:00       | Qualificazioni - Suddivisione 1 |
| 27 luglio 2024 | 15:30       | Qualificazioni - Suddivisione 2 |
| 27 luglio 2024 | 20:00       | Qualificazioni - Suddivisione 3 |
| 29 luglio 2024 | 17:30       | Finale                          |

## Risultati

### Qualificazioni
| Pos. | Nazione       | Ginnasti                                                                           | Punteggio |
| ---- | ------------- | ---------------------------------------------------------------------------------- | --------- |
| 1    | Cina          | Liu Yang, Su Weide, Xiao Ruoteng, Zhang Boheng, Zou Jingyuan                       | 263.028   |
| 2    | Giappone      | Daiki Hashimoto, Kazuma Kaya, Shinnosuke Oka, Takaaki Sugino, Wataru Tanigawa      | 260.594   |
| 3    | Gran Bretagna | Joe Fraser, Harry Hepworth, Jake Jarman, Luke Whitehouse, Max Whitlock             | 256.561   |
| 4    | Ucraina       | Nazar Chepurnyi, Illja Kovtun, Ihor Radivilov, Radomyr Stelmakh, Oleh Vernjajev    | 253.893   |
| 5    | Stati Uniti   | Asher Hong, Paul Juda, Brody Malone, Stephen Nedoroscik, Fred Richard              | 253.229   |
| 6    | Italia        | Yumin Abbadini, Nicola Bartolini, Lorenzo Casali, Mario Macchiati, Carlo Macchini  | 249.764   |
| 7    | Svizzera      | Matteo Giubellini, Luca Giubellini, Florian Langenegger, Noe Seifert, Taha Serhani | 249.662   |
| 8    | Canada        | Zachary Clay, René Cournoyer, Félix Dolci, William Émard, Samuel Zakutney          | 247.794   |

### Finale
| Posizione | Squadra             | Corpo libero | Cavallo | Anelli | Volteggio | Parallele | Sbarra | Totale  |
| --------- | ------------------- | ------------ | ------- | ------ | --------- | --------- | ------ | ------- |
| Oro       | Giappone            | 43.266       | 42.332  | 42.633 | 43.433    | 44.365    | 43.565 | 259.594 |
| Oro       | Daiki Hashimoto     | 14.633       | 13.100  | —      | 14.900    | —         | 14.566 | 259.594 |
| Oro       | Kazuma Kaya         | 14.000       | 14.366  | 14.000 | —         | 14.733    | —      | 259.594 |
| Oro       | Shinnosuke Oka      | 14.633       | —       | 14.133 | —         | 14.866    | 14.433 | 259.594 |
| Oro       | Takaaki Sugino      | —            | 14.866  | —      | 14.700    | —         | 14.566 | 259.594 |
| Oro       | Wataru Tanigawa     | —            | —       | 14.500 | 13.833    | 14.766    | —      | 259.594 |
| Argento   | Cina                | 42.532       | 43.466  | 45.266 | 42.099    | 45.833    | 39.766 | 259.062 |
| Argento   | Liu Yang            | —            | —       | 15.500 | —         | —         | —      | 259.062 |
| Argento   | Su Weide            | 14.333       | —       | —      | 12.766    | —         | 11.600 | 259.062 |
| Argento   | Xiao Ruoteng        | 13.966       | 14.333  | —      | 14.800    | 14.733    | 13.433 | 259.062 |
| Argento   | Zhang Boheng        | 14.233       | 14.433  | 14.833 | 14.533    | 15.100    | 14.733 | 259.062 |
| Argento   | Zou Jingyuan        | —            | 14.800  | 14.933 | —         | 16.000    | —      | 259.062 |
| Bronzo    | Stati Uniti         | 42.799       | 42.466  | 42.732 | 44.032    | 43.399    | 42.365 | 257.793 |
| Bronzo    | Asher Hong          | 14.133       | —       | 14.533 | 14.833    | 14.400    | —      | 257.793 |
| Bronzo    | Paul Juda           | 14.200       | 13.900  | —      | 14.666    | —         | 13.366 | 257.793 |
| Bronzo    | Brody Malone        | —            | 13.700  | 14.166 | 14.533    | 14.433    | 14.166 | 257.793 |
| Bronzo    | Stephen Nedoroscik  | —            | 14.866  | —      | —         | —         | —      | 257.793 |
| Bronzo    | Fred Richard        | 14.466       | —       | 14.033 | —         | 14.566    | 14.833 | 257.793 |
| 4         | Gran Bretagna       | 44.166       | 43.332  | 41.832 | 43.265    | 42.899    | 40.033 | 255.527 |
| 4         | Joe Fraser          | —            | 13.933  | 13.766 | —         | 14.633    | 13.633 | 255.527 |
| 4         | Harry Hepworth      | 14.700       | —       | 14.800 | 14.966    | —         | —      | 255.527 |
| 4         | Jake Jarman         | 14.966       | 14.133  | —      | 15.266    | 14.366    | 13.400 | 255.527 |
| 4         | Luke Whitehouse     | 14.500       | —       | 13.266 | 13.033    | —         | —      | 255.527 |
| 4         | Max Whitlock        | —            | 15.266  | —      | —         | 13.900    | 13.000 | 255.527 |
| 5         | Ucraina             | 41.232       | 42.866  | 40.899 | 44.466    | 44.799    | 40.499 | 254.761 |
| 5         | Nazar Chepurnyi     | 13.366       | —       | —      | 14.900    | —         | —      | 254.761 |
| 5         | Illja Kovtun        | 14.100       | 14.000  | 13.233 | —         | 15.433    | 14.033 | 254.761 |
| 5         | Ihor Radivilov      | —            | —       | 14.000 | 14.766    | —         | —      | 254.761 |
| 5         | Radomyr Stelmakh    | —            | 14.033  | —      | —         | 14.366    | 13.666 | 254.761 |
| 5         | Oleh Vernjajev      | 13.766       | 14.833  | 13.666 | 14.800    | 15.000    | 12.800 | 254.761 |
| 6         | Italia              | 41.899       | 40.352  | 40.832 | 43.266    | 42.099    | 39.632 | 248.260 |
| 6         | Yumin Abbadini      | 14.066       | 14.200  | 13.633 | —         | —         | 14.033 | 248.260 |
| 6         | Nicola Bartolini    | 14.133       | —       | —      | 14.500    | 13.700    | —      | 248.260 |
| 6         | Lorenzo Casali      | 13.700       | —       | 13.633 | 14.466    | 14.066    | —      | 248.260 |
| 6         | Mario Macchiati     | —            | 13.566  | 13.566 | 14.300    | 14.333    | 12.833 | 248.260 |
| 6         | Carlo Macchini      | —            | 12.766  | —      | —         | —         | 12.766 | 248.260 |
| 7         | Svizzera            | 41.866       | 40.799  | 40.233 | 41.632    | 42.999    | 39.898 | 247.427 |
| 7         | Matteo Giubellini   | —            | 13.166  | 13.300 | —         | 14.366    | 13.466 | 247.427 |
| 7         | Luca Giubellini     | 14.000       | —       | —      | 13.433    | —         | —      | 247.427 |
| 7         | Florian Langenegger | 13.700       | 14.000  | 13.400 | 14.066    | —         | —      | 247.427 |
| 7         | Noe Seifert         | 14.166       | 13.633  | 13.533 | —         | 14.400    | 12.866 | 247.427 |
| 7         | Taha Serhani        | —            | —       | —      | 14.133    | 14.233    | 13.566 | 247.427 |
| 8         | Canada              | 41.199       | 37.965  | 39.865 | 43.166    | 42.165    | 41.066 | 245.426 |
| 8         | Zachary Clay        | —            | 14.133  | —      | —         | —         | —      | 245.426 |
| 8         | René Cournoyer      | —            | 10.566  | 12.866 | 14.400    | 14.266    | 13.600 | 245.426 |
| 8         | Félix Dolci         | 13.966       | —       | 13.633 | 14.300    | 13.566    | 13.966 | 245.426 |
| 8         | William Émard       | 13.833       | —       | 13.366 | 14.466    | —         | —      | 245.426 |
| 8         | Samuel Zakutney     | 13.400       | 13.266  | —      | —         | 14.333    | 13.500 | 245.426 |